# میتو، ایباراکی

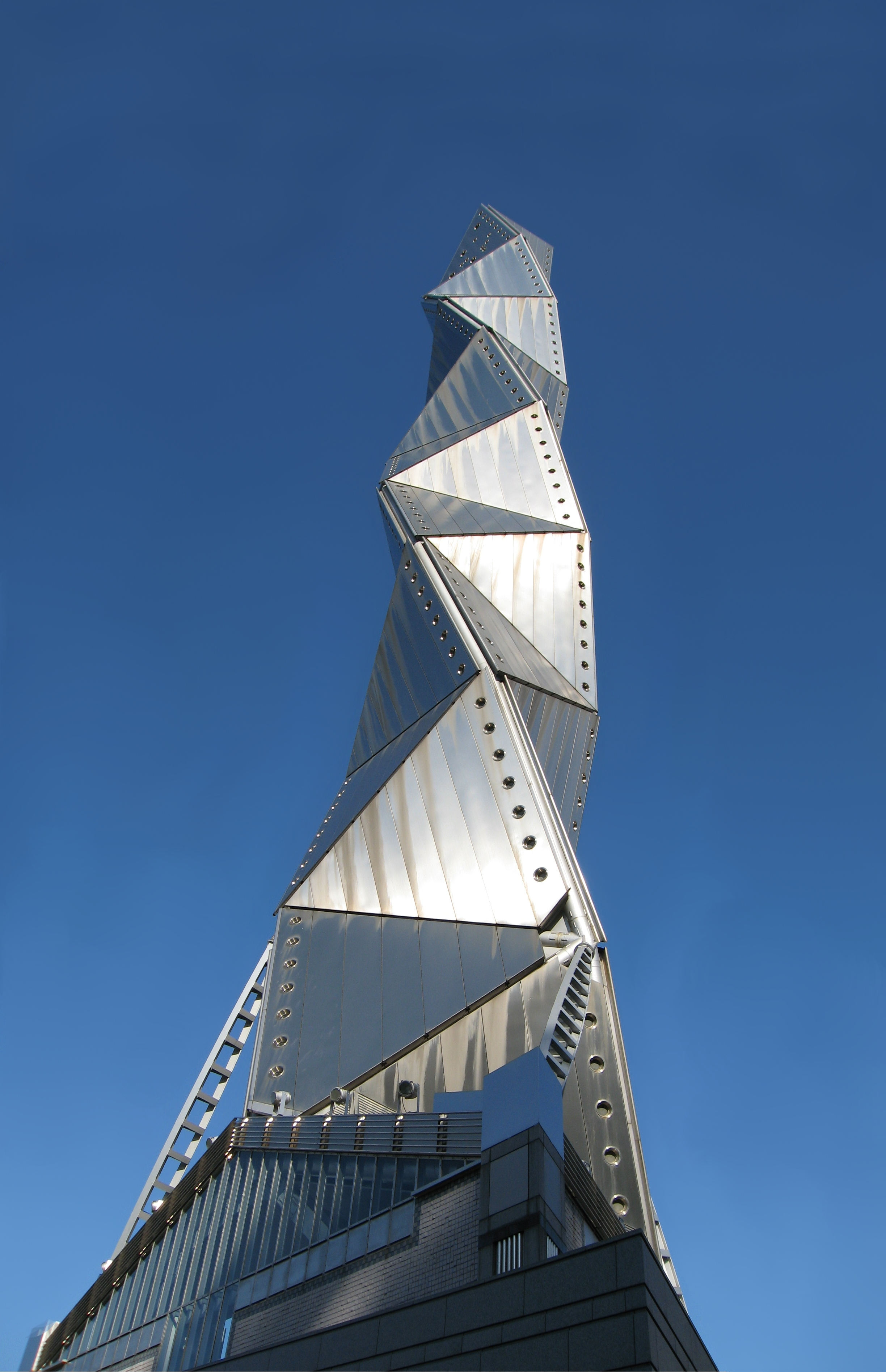
برجی در میتو.

میتو شهری است در کشور ژاپن. این شهر مرکز استان ایباراکی در جزیره هونشو است.
جمعیت این شهر در سال ۲۰۱۰ میلادی برابر ۲۶۵۰۰۰ نفر برآورد شده‌است.